# Улица Печатников (Новосибирск)
Улица Печа́тников (до 1958 года — Строителей) — улица, расположенная в микрорайоне ОбьГЭС, в Советском районе Новосибирска. Начинается от улицы Молодости, заканчивается, соединяясь с улицей Часовой. К улице Печатников примыкают улицы Бердышева и Универсальная (с правой нечётной стороны) и с левой стороны улица Барьерная.

## Организации
Бары и рестораны
- Агава, бар-ресторан

Магазины
- пятерачка, супермаркет
- 101obraz, интернет-магазин женской одежды-трансформер
- Мой любимчик, зоомагазин

Прочие организации
- Детский сад № 487
- Пожарная часть № 24, 2 отряд ФПС по Новосибирской области

## Транспорт
По улице Печатников передвигаются маршрутные такси и автобусы. Маршруты транспорта проходят по Кировскому и Ленинскому районам города, связывают левобережную и правобережную части Советского района, а также пролегают по некоторым населённым пунктам, находящимся за городской чертой. Имеются маршруты в Краснообск и Бердск.
Остановки
- Бердышева
- Печатников